# Яскравість поверхні
Яскравість поверхні чи Видима поверхнева яскравість об'єкта — потік світла від космічного об'єкта (зірки) в розрахунку на одиницю площі його поверхні, що приходить з одиниці просторового кута.
Не залежить від відстані до об'єкта. Зазвичай приводиться в абсолютній зоряній величині на квадратну дугову секунду.